# Jean-Claude Hollerich
Jean-Claude Hollerich, född 9 augusti 1958 i Differdange, är en luxemburgsk kardinal i Romersk-katolska kyrkan. 
Hollerich är jesuit. Han arbetade under många år i Japan. Påve Benedictus XVI utnämnde Hollerich till ärkebiskop av Luxemburg år 2011 och 2019 upphöjdes han till kardinal av påve Franciskus. Från 2023 ingick han i Franciskus kardinalråd, den innersta kretsen av påvens rådgivare.